# Nagy Sándor (lelkész, 1896–1954)
Nagy Sándor, álnevei: Etelközi Sándor, Szatmári N. Sándor, szignója: n. s. (Nagyszőlős, 1896. március 3. – Cleveland, USA, 1954. július 1.) magyar református lelkész, lapszerkesztő, egyházi és társadalomtudományi író.

## Életútja
Tanulmányait szülőhelyén kezdte, a szatmárnémeti Református Főgimnáziumban folytatta, ahol 1914-ben érettségizett. A budapesti Műszaki Egyetemre iratkozott be, az első év után, 1915-ben önkéntesként jelentkezett katonai szolgálatra, a harctérre küldték, ahonnan súlyosan sebesüléssel került haza. Nem folytatta műszaki tanulmányait, hanem beiratkozott a kolozsvári Református Teológiára, ahol lelkészi képesítést szerzett.
1922-ben püspöki titkár Kolozsvárott, rövid ideig segédlelkész Bukarestben. Egy évig parókus lelkész a kalotaszegi Türén. 1925-41 között a bukaresti református egyházközség vezető lelkésze. Tizenhat éves szolgálata alatt megerősítette és fejlesztette egyházát, fellendítette az egyházi életet, javíttatta és átalakíttatta a központi templomot, kezdeményezte kisebb egyházrészek, parokiális körök létrehozását a román főváros külső negyedeiben, megszervezte a vallásoktatást és a vasárnapi iskolákat a román iskolába járó református magyar tanulóknak, rendszeresítette a bibliaköröket, bibliaórákat, vallásos délutánokat és estélyeket kulturális műsorral egybekötve. Szorgalmazta és felkarolta a Koós Ferenc Kör és Diákosztálya, a nőszövetség, a leányszövetség, az ifjúsági egyesület, a Református Iparos Kör, a Bukaresti Magyar Dalkör, a Leányotthon megalakítását és tevékenységét.
Tízévi kényszerszünet után, 1929-ben újraindította a református elemi iskolát, előbb 4, majd 7 osztállyal, bentlakással. Magyar főiskolásoknak diákszállást biztosított az internátusban. Az 1930-as években létrehozott két parokiális köri elemi iskolát, hogy elősegítse a gyermekek magyar nyelvű iskoláztatását. Tanoncotthont építtetett a magyar inasok számára.
Egyházi Újság címmel 1929-ben lapot indított, amelynek főszerkesztője volt szolgálatból való távozásáig. A kéthetente megjelenő, alcíme szerint "egyháztársadalmi lap"-ot nem egyszerűen a gyülekezeti élet krónikájának, hanem a regáti reformátusság, szélesebb értelemben a szórványmagyarság élete, létkérdései, vallási és nemzetiségi megmaradása szószólójának, összekötő kapocsnak szánta és ebben a szellemben szerkesztette.
Publicisztikai munkássága az Egyházi Újság hasábjain bontakozott ki. Tanulmányai, cikkei, vitairatai a regáti reformátusság, magyarság létkérdéseit, hitében és nemzetiségében való megmaradásának problematikáját, az egyháztársadalmi egyesülések tevékenységét, a regáti magyar művelődési és szellemi életet vizsgálják, elemzik és értékelik. Kiemelkedő A „regáti” kérdés" című nagylélegzetű tanulmánya, amelyet 82 folytatásban közölt az 1931-35. évfolyamokban. (Könyv alakban A regáti magyarság címmel jelent meg 2000-ben.) Megírta és folytatásokban közölte a bukaresti református egyházközség vázlatos történetét (1929), tanulmányban méltatta Koós Ferenc és Veress Sándor személyiségét és szellemi hagyatékát (1929), cikksorozatot közölt a bukaresti magyarság szervezeti kérdéseiről (1939).
Lapjában megjelent tanulmányai és cikkei közül kitűnnek még: Látogatás Piteşti-en (a református egyházközség rövid története, korabeli állapota – 1933), A szeretet békéje (1934), Harc a gyermekekért (1934), Százéves imádság (1934), Az óromániai református egyházmegye gyülekezeteinek 1934. évi helyzete (1935), Jegyzetek az egyháztársadalmi élet erkölcstanához (1935), Esdeklés ellenségeinkhez (vitairat – 1935), Megtartó hit nélkül (jegyzetek Németh László romániai útirajzához – 1936), Békesség Istentől (1938). Igemagyarázatai világos okfejtésükkel, élvezetes, kifejező stílusukkal, tárgyválasztásuk időszerűségével hívják fel magukra a figyelmet. Számos írása szignóval vagy névtelenül jelent meg.
Miután a második bécsi döntést követően híveinek többsége tömegesen visszatelepedett Észak-Erdélybe, 1941-ben Budapestre költözött, ahol a Református Egyetemes Konvent szórványszakértő titkára lett. 1944-ben nyugatra távozott, megszervezte a németországi és ausztriai magyar református és evangélikus szórvány lelki gondozói szolgálatát (Landshut); Harangszó (1946-51), illetve Csengettyű (1947-51) címmel egyházi folyóiratokat szerkesztett. Javaslatára 1951-ben megalakult a Szórványban Élő Magyar Református Egyház (SZEMRE). 1952-ben az Amerikai Egyesült Államokba költözött, ahol az Evangéliumi Világszolgálat, a SZEMRE hivatalos lapjának levelező lelkipásztora és lapszervezője haláláig. Nyugaton egyházpolitikai írásokat és vitairatokat közölt.

## Kötete
- A regáti magyarság (Kolozsvár, Sopron 2000).